# Giovanni Guerra
Giovanni Guerra (ou Giovanni di Guerra) (né en 1544  à Modène et mort en 1618 à Rome) est un peintre et dessinateur italien de la Renaissance tardive.

## Biographie
Originaire de la région de Modène, Giovanni Guerra s'installe à Rome, peut-être vers 1562. Cependant, l'ensemble de ses travaux répertorié à ce jour, donne comme première date probable l'année 1583, celle des esquisses destinées aux fresques du Palais Cenci. On l'inscrit parfois dans la lignée de l'école du Primatice.
Pour le futur pape Sixte V, il compose une suite de dessins versifiées, représentation du paradiso terrestre mistico (Paradis terrestre mystique). À peine élu, Sixte Quint lui commande une fresque pour les escaliers qui relient la Chapelle Sixtine à la Basilique Saint-Pierre (1586). Son nom est alors parfois associé à celui du peintre Cesare Nebbia, et c'est ensemble qu'ils continuent à embellir le palais papal, achevant en 1589 la bibliothèque. Guerra s'affirme comme un excellent dessinateur d'une grande érudition.
Selon le chercheur italien Stefano Pierguidi, l'érudit Cesare Ripa lui passa commande d'une importante série de dessins pour son Iconologia (1593) puis pour sa réédition (1603), ainsi qu'Antonio Gallonio pour son fameux Traité des instruments de martyre... qui furent gravés par Antonio Tempesta (1594).
Le département des Arts graphiques du Musée du Louvre et l'École nationale supérieure des beaux-arts disposent d'un important fonds de ses dessins.

## Monographies
- (it) Stefano Pierguidi : Dare forma humana a l'Honore et a la Virtù : Giovanni Guerra, 1544-1618 e la fortuna delle figure allegoriche da Mantegna all' Iconologia di Cesare Ripa, Rome, Bulzoni, 2008 pp. 158–175